# Donkey Kong 3
Donkey Kong 3 (ドンキーコング3, Donkī Kongu Surī) é o quarto jogo eletrônico da original série Donkey Kong desenvolvido pela Nintendo e lançado para Arcade em 1983, Family Computer em 1984 no Japão e Nintendo Entertainment System em 1986 na América do Norte. Apesar de ser uma sequência, este título apresenta uma mudança radical na jogabilidade em relação aos anteriores.